# 天壇座μ
天壇座 μ (μ Ara / μ Arae) 是一顆類似太陽的橘黃色恆星，位置在天壇座，距離地球大約50光年。這顆恆星擁有的行星系統已經有4顆行星，其中三顆的質量與木星相當，最內側的一顆是被發現的第一顆「熱海王星」。

## 距離和可見度
依據依巴谷天體測量衛星測量顯示，以地球繞太陽的距離為基線，天壇座 μ的視差是65.46微毫角秒，這意味著它與地球的距離是49.8光年（15.3秒差距）。從地球看這一顆星的視星等是+5.12，是裸眼就能看見的恆星。

## 恆星特徵
天壇座 μ的質量比太陽略大，估計是1.1太陽質量。基於鐵的豐盈度是太陽的兩倍，被歸類為富金屬星。表面的溫度與太陽近似，大約是5800K。估計它的半徑比太陽大31.5%，光度也比太陽亮75% 。
就它的年齡而言，預期色球層的活動會逐漸降低，依據觀測所得的活動程度，與依據理論模型的不同，天壇座 μ的年齡應該是64億1000萬年或是14億5000萬年。另一種估計年齡的方法是配合恆星演化特性的模型，這種方法建議的年齡是大約44億年。
天壇座 μ的光譜類型是G3IV–V。G3 意味著這顆恆星的顏色是黃色，與我們的太陽 (G2V) 相似。這顆恆星在演化上可能即將耗盡核心內的氫，正要進入次巨星的階段，這反映在它的亮度分類是介於IV（次巨星）和V（主序星上類似太陽的矮星）之間。

## 行星系統

天壇座 μ外面三顆行星的軌道與我們的太陽系比較，中心的恆星未按比例繪製。在這張圖的比例下，最內側的行星位就於中央恆星圓盤的邊緣。

當2006年8月，環繞著天壇座 μ的四顆行星被發現時，其中三顆質量較大的是氣體巨星，大小與木星接近。最內側的第四顆質量接近天王星，可能是一顆小的氣體巨星，或是大的類地行星。

### 發現
在2001年，英澳行星搜尋小組宣佈發現了天壇座μb和環繞網罟座ε的行星軌道。這顆標示為天壇座μb的行星，被認為有高離心的軌道，公轉週期為743天。這項發現是分析由行星環繞時拉扯恆星的引力造成的徑向速度（測量恆星譜線的都卜勒位移）變化得到的。
進一步的觀測顯示出系統內還有另一個天體（天壇座μc）存在，這項發現在2004年公佈，但當時有關於這顆行星的參數仍然很貧乏，只知道它的軌道週期大約是8.2年，並且有較高的離心率。
在2004年後期，一顆更小並在更內側的行星被標示為天壇座μd，質量大約與天王星相似，公轉周期只有9天。這是被發現的第一顆「熱海王星」型的行星，使用了高精密度的高精度徑向速度行星搜索器（HARPS）攝譜儀測量徑向速度。。
在2006年，有兩個小組，分別由Krzysztof Goździewski和弗朗西斯科·佩佩（Francesco Pepe）領導，各自獨立的宣佈使用徑向速度測量到第四顆行星。這顆新發現的行星被命名為天壇座μe，以大約311天的週期在接近圓形的軌道上運行。新的模型修改了早先知道的行星參數，以較早先模型為低的離心率讓行星運轉。天壇座μ是繼巨蟹座 55之後，第二個有四顆行星的外太陽系。

### 系統結構

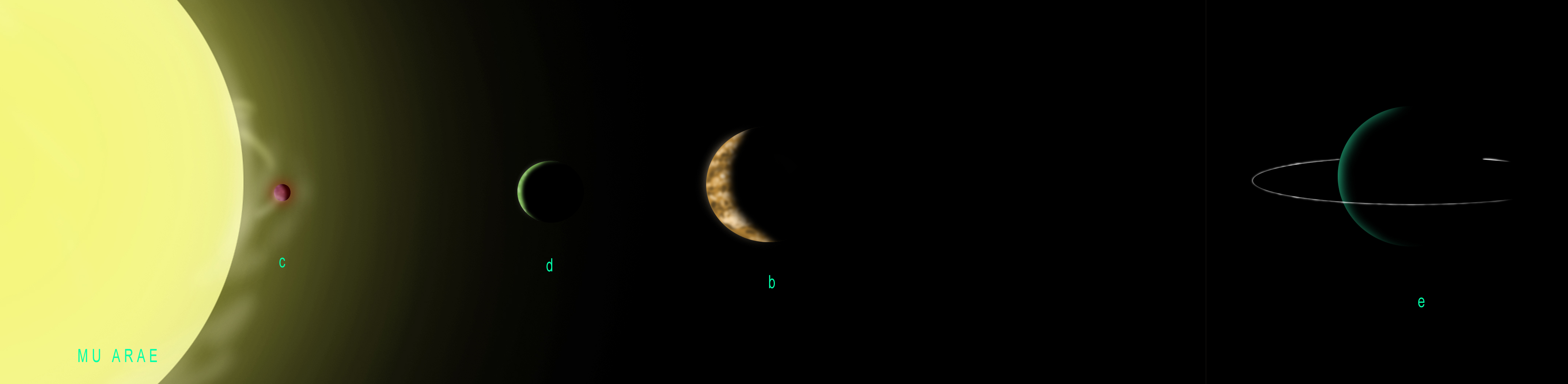
天壇座μ系統示意圖

天壇座 μ的系統包括一顆約為天王星質量的行星，以9天的軌道週期緊挨在內側，還有三顆可能都是氣體巨星的大質量行星，在廣闊的空間，以接近圓形的軌道運轉（這是對比於長期以來觀察到的都是高離心率的太陽系外行星的說法）。天王星質量的行星可能是外圍的氣體都被恆星輻射被剝離的巨大行星的核，可能是一顆冥府行星；另一種可能的選擇是在天壇座 μ系統內側的是以岩石為主的「超級地球」。
比較靠近內側的氣體巨星"e" 和 "b" 位在1：2的共振軌道，使得它們有強烈的交互作用。最適合的解認為這個系統實際上是不穩定的：數值模擬認為在7,800萬年後這個系統會毀滅掉，因此估計這個系統的年齡明顯的比太陽系短。較穩定的解，包括這兩顆行星實際上是共振的部份（類似格利泽876的系統）也僅是比最差的情況稍微好一點（一樣難逃被毀滅的命運）。
對拱星盤搜尋的證據顯示，在天壇座 μ附近沒有類似古柏帶的碎屑環繞著。如果天壇座 μ沒有古柏帶，可能是太暗淡了，以至於目前的儀器還無法檢測出來。
| 成員 (依恆星距離) | 质量        | 半長軸 (AU) | 轨道周期 (天)   | 離心率          | 傾角 | 半径 |
| ----------------- | ----------- | ----------- | --------------- | --------------- | ---- | ---- |
| d                 | >0.03321 M⊕ | 0.09094     | 9.6386 ± 0.0015 | 0.172 ± 0.04    | —    | —    |
| e                 | >0.5219 M⊕  | 0.921       | 310.55 ± 0.83   | 0.0666 ± 0.0122 | —    | —    |
| b                 | >1.676 M⊕   | 1.497       | 643.25 ± 0.90   | 0.128 ± 0.017   | —    | —    |
| c                 | >1.814 M⊕   | 5.235       | 4205.8 ± 758.9  | 0.0985 ± 0.0627 | —    | —    |

### 適居性
氣體巨星"b"的位置在天壇座 μ可以讓水維持液態的距離上。這可能抑制了類似地球的行星在適居帶內形成，不過氣體巨星的大天然衛星或是特洛依行星依然可以維持液態水的存在。換言之，考慮質量在行星和衛星之間的現有定標法，並不清楚是否確實有夠質量的衛星形成並環繞著氣體巨星。另外，測量恆星的紫外線流量認為，任何潛在的適居的行星或衛星都未能接收到足夠的紫外線以觸發生物分子 的形成。
行星"e"可能接收了與地球一樣多的紫外線量，因此他是位於紫外線適居區，但是那兒太熱，使得衛星的表面無法保持液態水。

### 行星命名爭議
這邊文章對系外行星的命名是依照發現的順序，以小寫的羅馬字母從"b"開始。這個系統是由Goździewski所領導的小組使用的。這篇文章採用這種方法來表示，並兼容早先已有三顆行星的模型。
另一方面，Pepe帶領的小組對命名系統提出了修改，將行星以描述的特徵來排序。因為最外層行星的參數受到壓抑，因此之前的模型對4行星的介紹不足，結果導致在天壇座 μ的行星有不同的排列順序。兩個系統都同意670天週期的行星是"b"。Pepe系統將周期9天的命名為"c"，週期310天的行星為"d"，最外面的是"e"。
因為國際天文聯合會尚未定義官方對系外行星命名的方法，因此究竟何者是「正確」的，仍是一個開放性的議題。

## 外部連結
- SIMBAD: HD 160691 -- High proper-motion Star
- Extrasolar Planets Encyclopaedia: Notes for star HD 160691
- Geneva Observatory: A 14 earth-masses planet （页面存档备份，存于）
- SolStation: Mu Arae （页面存档备份，存于）
- Extrasolar Visions: Mu Arae （页面存档备份，存于）
- ESO: Fourteen Times the Earth
- SPACE.com: 'Super Earth' Discovered at Nearby Star （页面存档备份，存于）